# Andrew Paul
Andrew Paul (* 15. August 1961 in Alexandra) ist ein ehemaliger australischer Biathlet.

## Karriere
Andrew Paul startete erstmals 1978 in Hochfilzen bei Biathlon-Weltmeisterschaften und wurde mit Bob Butler, Lauri Jordikka und Bob Granage 20. des Staffelrennens. Dasselbe Ergebnis erreichte der Australier 1981  in Lahti. 1982 bestritt er in Minsk seine ersten Einzelrennen bei Weltmeisterschaften. Im Einzel kam er auf den 59., im Sprint auf den 56. Platz. Ähnliche Ergebnisse erreichte Paul 1983 in Antholz, wo er 65. des Einzels und 54. des Sprints wurde. Höhepunkt seiner Karriere war dann die Teilnahme an den Olympischen Winterspielen in Sarajevo, für die er als erster Australier überhaupt nominiert wurde. Im März 1986 erreichte Paul mit Rang 44 eines Einzels in Boden sein bestes Einzelergebnis im Weltcup. Es folgten die Biathlon-Weltmeisterschaften 1985, 1986 und 1987, bei denen er ebenfalls antrat. 1988 startete er in Calgary zum zweiten Mal bei Olympischen Spielen und wurde 57. des Einzels und 62. der Verfolgung. Zum Ende der Karriere nahm Paul noch zweimal an Weltmeisterschaften teil. Nach den Weltcuprennen in Canmore im Februar 1991 beendete Andrew Paul schließlich seine Karriere.

## Persönliches
Paul ist mit der früheren Biathletin Sandra Paintin-Paul verheiratet.

## Statistiken

### Weltcupplatzierungen
Die Tabelle zeigt alle Platzierungen (je nach Austragungsjahr einschließlich Olympische Spiele und Weltmeisterschaften).
- 1.–3. Platz: Anzahl der Podiumsplatzierungen
- Top 10: Anzahl der Platzierungen unter den ersten zehn (einschließlich Podium)
- Punkteränge: Anzahl der Platzierungen innerhalb der Punkteränge (einschließlich Podium und Top 10)
- Starts: Anzahl gelaufener Rennen in der jeweiligen Disziplin

| Platzierung         | Einzel | Sprint | Verfolgung | Massenstart | Team | Staffel | Gesamt |
| ------------------- | ------ | ------ | ---------- | ----------- | ---- | ------- | ------ |
| 1. Platz            |        |        |            |             |      |         |        |
| 2. Platz            |        |        |            |             |      |         |        |
| 3. Platz            |        |        |            |             |      |         |        |
| Top 10              |        |        |            |             |      |         |        |
| Punkteränge         |        |        |            |             |      | 5       | 5      |
| Starts              | 18     | 20     |            |             |      | 5       | 43     |
| Stand: Karriereende |        |        |            |             |      |         |        |

### Olympische Winterspiele
Ergebnisse bei Olympischen Winterspielen:
|                                          | Einzelwettbewerbe | Einzelwettbewerbe | Einzelwettbewerbe | Einzelwettbewerbe | Staffelwettbewerbe | Staffelwettbewerbe |
| Einzel                                   | Sprint            | Verfolgung        | Massenstart       | Herrenstaffel     | Mixedstaffel       |                    |
| ---------------------------------------- | ----------------- | ----------------- | ----------------- | ----------------- | ------------------ | ------------------ |
| Olympische Winterspiele 1984 \| Sarajevo | 47.               | 50.               | –                 | –                 | –                  | –                  |
| Olympische Winterspiele 1988 \| Calgary  | 57.               | 62.               | –                 | –                 | –                  | –                  |

### Biathlon-Weltmeisterschaften
Ergebnisse bei den Weltmeisterschaften:
| Weltmeisterschaften | Weltmeisterschaften | Einzelwettbewerbe | Einzelwettbewerbe | Einzelwettbewerbe | Einzelwettbewerbe | Staffelwettbewerbe | Staffelwettbewerbe |
| Jahr                | Ort                 | Einzel            | Sprint            | Verfolgung        | Massenstart       | Herrenstaffel      | Mixedstaffel       |
| ------------------- | ------------------- | ----------------- | ----------------- | ----------------- | ----------------- | ------------------ | ------------------ |
| 1978                | Hochfilzen          | –                 | –                 | –                 | –                 | 20.                | –                  |
| 1981                | Lahti               | –                 | –                 | –                 | –                 | 20.                | –                  |
| 1982                | Minsk               | 59.               | 56.               | –                 | –                 | 17.                | –                  |
| 1983                | Antholz             | 65.               | 54.               | –                 | –                 | –                  | –                  |
| 1985                | Ruhpolding          | 58.               | 65.               | –                 | –                 | –                  | –                  |
| 1986                | Oslo                | 65.               | 72.               | –                 | –                 | 18.                | –                  |
| 1987                | Lake Placid         | 57.               | 55.               | –                 | –                 | –                  | –                  |
| 1990                | Minsk               | 76.               | –                 | –                 | –                 | –                  | –                  |
| 1991                | Lahti               | 62.               | 70.               | –                 | –                 | –                  | –                  |